# Ben Fountain

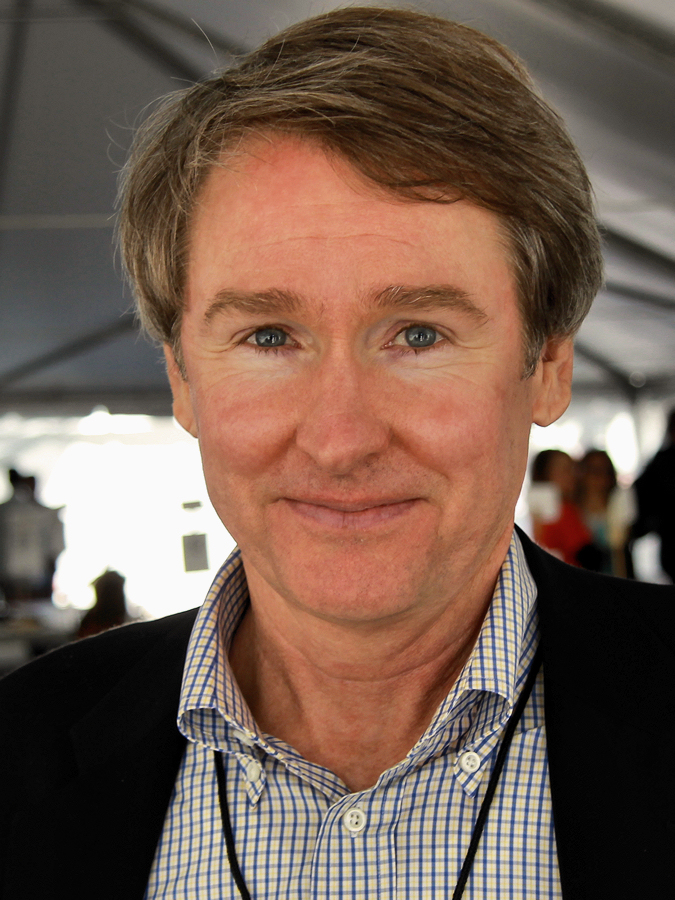
Ben Fountain während des Texas Book Festivals im Jahre 2012.

Ben Fountain (* 1958 in Chapel Hill, North Carolina) ist ein US-amerikanischer Schriftsteller. Er hat eine Reihe von Auszeichnungen gewonnen, darunter den Hemingway Foundation PEN Award für die Kurzgeschichtensammlung Brief Encounters with Che Guevara: Stories und den National Book Critics Circle Award für den Roman Billy Lynn's Long Halftime Walk.

## Leben und Werk
Fountain wuchs in Elizabeth City im Osten North Carolinas auf. Als er dreizehn Jahre alt war, zog seine Familie nach Cary, nahe North Carolinas Hauptstadt Raleigh. 1980 schloss er an der University of North Carolina at Chapel Hill mit einem B.A. in Englischer Literatur ab und studierte anschließend Jura an der Duke University School of Law, wo er 1983 seinen Abschluss machte. Er praktizierte eine kurze Zeit in einer großen Anwaltskanzlei in Dallas, kündigte aber 1988, um als freier Schriftsteller zu arbeiten. Er lebt derzeit mit seiner Familie in Dallas, Texas.
Seine Kurzgeschichtensammlung Brief Encounters with Che Guevara von 2006 (dt. Kurze Begegnungen mit Che Guevara, 2015) gewann eine Reihe von Auszeichnungen. Einige seiner Geschichten wurden in New Stories from the South: The Year's Best (2006) aufgenommen.
Fountains erster Roman Billy Lynn's Long Halftime Walk (dt. Die irre Heldentour des Billy Lynn, 2013) erschien im Mai 2012. 2015 wurde dieser Roman von der BBC-Auswahl der besten 20 Romane von 2000 bis 2014 zu einem der bislang bedeutendsten Werke dieses Jahrhunderts gewählt. Simon Beaufoy, der für sein Drehbuch für Slumdog Millionaire mit einem Oscar ausgezeichnet wurde, erarbeitete auf Basis des Romans ein Drehbuch, das unter der Regie von Oscar-Preisträger Ang Lee verfilmt wurde. Der Kinofilm hatte am 14. Oktober 2016 in USA Premiere und läuft am 2. Februar 2017 in Deutschland an.

## Auszeichnungen und Nominierungen
- 2002 Texas Institute of Letters Short Story Award
- 2004 Texas Institute of Letters Short Story Award
- 2005 Texas Institute of Letters Short Story Award[7]
- 2004 Pushcart Prize[8]
- 2005 O. Henry Award[9]
- 2006 Barnes & Noble Discover Award for Fiction[10]
- 2007 O. Henry Award
- 2007 Hemingway Foundation PEN Award für Brief Encounters with Che Guevara[10]
- 2007 Whiting Writers Award[11]
- 2012 National Book Award Nominierung für Billy Lynn's Long Halftime Walk[12]
- 2012 Specsavers National Book Awards International Author of the Year, Nominierung für Billy Lynn's Long Halftime Walk[13]
- 2012 Good Reads Choice Awards 2012, Nominiert für  Billy Lynn's Long Halftime Walk[14]
- 2012 Flaherty-Dunnan Center for Fiction First Novel Prize, Billy Lynn's Long Halftime Walk
- 2012 National Book Critics Circle Award für Billy Lynn's Long Halftime Walk[15][15]
- 2012 Los Angeles Times Book Prize für Billy Lynn's Long Halftime Walk[16][17]
- 2013 Dayton Literary Peace Prize nominiert für Billy Lynn's Long Halftime Walk[18]
- 2013 Chautauqua Prize, Nominiert für Billy Lynn's Long Halftime Walk[19]

## Veröffentlichungen
- Brief Encounters with Che Guevara. Stories, Ecco/HarperCollins, New York 2006, ISBN 978-0-060885588
  - Dt: Kurze Begegnungen mit Che Guevara. Erzählungen. Aus dem Amerikanischen von Pieke Biermann, dtv, München 2015, ISBN 978-3-423-26067-1
- Billy Lynn's Long Halftime Walk. Novel, HarperCollins, New York 2012, ISBN 978-0-060885595
  - Dt: Die irre Heldentour des Billy Lynn. Roman. Aus dem Amerikanischen von Pieke Biermann, dtv, München 2013, ISBN 978-3-423-24994-2

## Einzelbelege
1. ↑  "Ben Fountain," Barnes & Noble biography
2. ↑   Archivlink (Memento vom 25. Mai 2013 im Internet Archive) "Late Bloomers," Malcolm Gladwell, October 20, 2008
3. 1 2   Ben Fountain interview (Memento des Originals vom 29. August 2008 im Internet Archive) In: Texas Monthly, Februar 2008 (englisch).
4. 1 2   Ask the Author (Memento des Originals vom 10. Juli 2011 im Internet Archive) In: D Magazine, Februar 2010 (englisch).
5. ↑  Ben Child: Slumdog Millionaire writer adapts Billy Lynn's Long Halftime Walk | Film adaptations. In: theguardian.com. 14. November 2012, abgerufen am 5. Februar 2024 (englisch).
6. ↑  Archivierte Kopie (Memento des Originals vom 3. Januar 2015 im Internet Archive)  Info: Der Archivlink wurde automatisch eingesetzt und noch nicht geprüft. Bitte prüfe Original- und Archivlink gemäß Anleitung und entferne dann diesen Hinweis.
7. ↑  Texas Institute of Letters Awards. Texas Institute of Letters, archiviert vom Original am 20. Dezember 2013; abgerufen am 25. Mai 2013 (englisch).
8. ↑  Bill Henderson (Hrsg.): The Pushcart Prize XXVIII: Best of the Small Presses, 2004 Edition. Pushcart Press, 2004 (englisch).
9. ↑  The Pen/O. Henry Prize Stories: Past Winners List. Randomhouse.com, abgerufen am 25. Mai 2013 (englisch).
10. 1 2  Ben Fountain: About the Author. HarperCollins, archiviert vom Original am 1. Februar 2013; abgerufen am 25. Mai 2013 (englisch).
11. ↑  Michael Merschel:  Dallas Author Ben Fountain Wins Whiting Award (Memento des Originals vom 15. Oktober 2008 im Internet Archive) In: Dallas Morning News, 25. Oktober 2007. Abgerufen am 23. Mai 2020 (englisch).
12. ↑  National Book Award Finalists Announced Today. In: Library Journal. 10. Oktober 2012, archiviert vom Original am 6. Dezember 2012; abgerufen am 15. November 2012 (englisch).
13. ↑   Archivlink (Memento vom 28. November 2012 im Internet Archive)
14. ↑  http://www.goodreads.com/choiceawards/best-fiction-books-2012#74617-Best-Fiction
15. 1 2  http://www.huffingtonpost.com/huff-wires/20130228/us-books-critics-prizes/
16. ↑  Harriet Ryan: War, and a warning, at L.A. Times book awards - Los Angeles Times. In: latimes.com. 19. April 2013, abgerufen am 2. März 2024 (englisch).
17. ↑   Archivlink (Memento vom 2. August 2015 im Internet Archive)
18. ↑  Meredith Moss: 2013 Dayton Literary Peace Prize winners announced. In: Dayton Daily News. 24. September 2013, abgerufen am 26. September 2013 (englisch).
19. ↑  Ron Charles: Timothy Egan wins Chautauqua Prize for "Short Nights of the Shadow Catcher". In: Washington Post. 15. Mai 2013, abgerufen am 26. September 2013 (englisch).